# Alexandre Coste
Alexandre Éric Stéphane Coste (Parijs, 24 augustus 2003) werd geboren als buitenechtelijke zoon van vorst Albert II van Monaco en zijn toenmalige vriendin Nicole Tossoukpe, een Française van Togolese afkomst. Zij liet later haar naam veranderen in Coste, waarmee ook haar zoon een andere naam kreeg.
Korte tijd voor zijn troonsbestijging op 7 juli 2005 erkende vorst Albert II van Monaco het kind officieel, doch het komt niet in aanmerking voor de troon en zal ook de naam Grimaldi en de adellijke titel niet dragen. Wel deelt hij mee in de erfenis als zijn vader overlijdt. 